# 王超 (1960年)
王超（1960年4月—），河北人，中华人民共和国政治人物、外交官。曾任中华人民共和国外交部副部长，分管欧洲地区事务、翻译、档案和机关党务工作。毕业于广州外国语学院（今广东外语外贸大学）。現任中国人民外交学会党组书记、会长。

## 生平
1981年，毕业于广州外国语学院（今广东外语外贸大学）英文系，获学士学位。1982年，任对外经济贸易部援外局干部。同年，外派驻马耳他大使馆经商处任随员。1986年，任中国成套设备出口公司经济师。1989年，外派驻伊朗大使馆经参处任三秘，后升任二秘。1991年，回国再次担任中国成套设备出口公司经济师。1992年，任对外贸易经济合作部美大司副处长，后升任处长。1998年，升任对外贸易经济合作部美大司副司长。2002年，升任对外贸易经济合作部美大司司长。2003，任商务部美大司司长。
2004年，挂职担任中共云南省德宏傣族景颇族自治州州委常委、副州长。2006年，任商务部国际司司长。同年，升任商务部部长助理、党组成员。2010年，升任商务部副部长、党组成员。2013年，改任外交部副部长。2019年，任中国人民外交学会党组书记、会长。2023年，接替张业遂，担任第十四届全国人民代表大会第一次会议发言人，同时当选为全国人大外事委员会副主任委員。